# 正定平瓣蜗牛
正定平瓣蜗牛（学名：Platypetasus chentingensis）为巴蜗牛科平瓣蜗牛属的动物，是中国的特有物种。分布于河北、山西、陕西、甘肃等地，生活环境为陆地，一般生活于丘陵谷地和山坡山潮湿多腐殖质的草丛中、石缝中或乱石堆中、农田边以及住宅区附近的草丛中。